# 邦克希爾 (密蘇里州霍華德縣)
邦克希爾（英語：Bunker Hill），又名邁爾斯（Myers），是位於美國密蘇里州霍華德縣的非建制地區。

## 歷史
邦克希爾（名為邁爾斯）的郵局於1859年設立，其後於1905年停運。

## 地理
邦克希爾所處的海拔為高於海平面227米（即745英呎），而該地所採用的時區為UTC-6，即北美中部時區（CST）。同時該地設有夏令時間，為UTC-6調快一小時，即UTC-5（CDT）。